# Monomeria
Monomeria é um género botânico pertencente à família das orquídeas (Orchidaceae).